# 柯托塔氏魚
柯托塔氏魚，為黑頭魚科的其中一種，為深海魚類，分布於印度洋海域，深度800-1050公尺，體長可達23公分，棲息在中層水域，生活習性不明。

## 扩展阅读
維基物種上的相關：柯托塔氏魚